# Black Knowe
Der Black Knowe ist ein 522 Meter hoher Hügel der Moorfoot Hills. Er liegt nahe dem Südwestrand der Hügelkette in der schottischen Council Area Scottish Borders.

## Beschreibung
Der Black Knowe erhebt sich rund sieben Kilometer östlich von Peebles und vier Kilometer nördlich von Innerleithen. Im Süden besitzt der Black Knowe eine 486 Meter hohe, plateauartige Nebenkuppe namens Mill Rig. Die östlichsten Teile des Glentress Forest, eines der frühesten Wiederaufforstungsprojekte in Schottland, umfassen Teile des Westhangs des Black Knowes.

## Umgebung
Den Black Knowe umgeben der Clog Knowe im Nordwesten, der Kirn Law im Westen, der Lee Pen im Süden, der Dod Hill im Nordosten und der Whitehope Law im Norden. Entlang seines Osthangs verläuft das Leithen Water, in das auch sämtliche am Osthang entspringenden Bäche münden. Am Westhang entspringende Bäche münden hingegen bei Cardrona in den Tweed, in den das Leithen Water ein Stück flussabwärts mündet.
Am Ufer des Leithen Water am Fuß des Black Knowe finden sich die Reste zweier Tower Houses. Die heute denkmalgeschützte Ruine von Lee Tower und die Ruine von Colquhar Tower stammen beide aus dem 16. Jahrhundert. Ebenfalls aus dem 16. Jahrhundert stammt Nether Horsburgh Castle vor der Westflanke. Südlich der Ruine befindet sich der denkmalgeschützte Bauernhof Nether Horsburgh Farm.
Entlang des Tweed verläuft die Fernverkehrsstraße A72.